# Katedrála svatého Michaela archanděla a svaté Guduly
Katedrála sv. Michaela a sv. Guduly (fr. Cathédrale Saints-Michel-et-Gudule, niz. Sint-Michiels- en Sint-Goedelekathedraal) je středověká římskokatolická katedrála v belgickém Bruselu. Je zasvěcena sv. archandělu Michaelovi a svaté Gudule, patronům Bruselu, a je považována za jeden z nejlepších příkladů brabantské gotické architektury.
Stavba kostela začala v 11. století a do 16. století byla z velké části dokončena, i když její interiér byl v následujících stoletích často upravován. Kostel dostal status katedrály v roce 1962 a od té doby byl konkatedrálou arcidiecéze Mechelen-Brusel spolu s katedrálou sv. Rumbolda v Mechelenu. Od poloviny 20. století, po vybudování spojení sever-jih, se nachází na Parvis Sainte-Gudule/Sinter-Goedelevoorplein, východně od Boulevard de l'Impératrice/Keizerinlaan. Tuto oblast obsluhuje bruselské hlavní nádraží.

## Historie

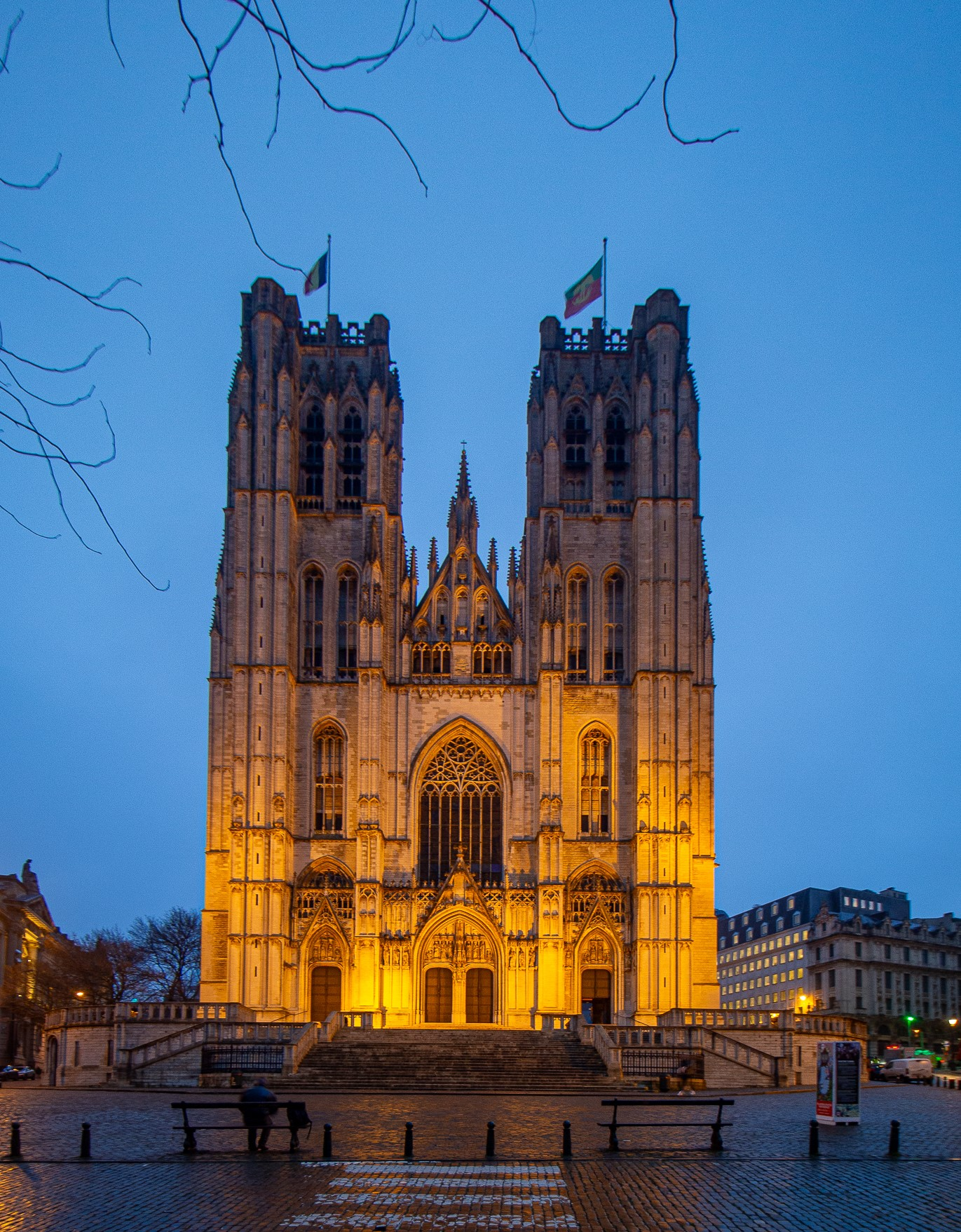
Bruselská katedrála v ranních hodinách

Kaple zasvěcená svatému Michaelovi byla pravděpodobně postavena na kopci Treurenberg již v 9. století. V 11. století byl nahrazen románským kostelem. V roce 1047 založil Lambert II., hrabě z Lovaně a jeho manželka Oda z Verdunu kapitulu v tomto kostele a zorganizovali k němu přepravu ostatků mučednice sv. Guduly, které byly předtím uloženy v kostele sv. Gaugerika na ostrově sv. Géryho. Patroni kostela, archanděl Michael a sv. Gudula, jsou zároveň patrony města Bruselu.
Ve 13. století nařídil brabantský vévoda Jindřich I. přistavět ke kostelu dvě okrouhlé věže. Jindřich II. zahájil v roce 1226 výstavbu kolegiálního kostela ve stylu brabantské gotiky. Chór byl postaven v letech 1226 až 1276. Loď a transept pocházejí ze 14. a 16. století. Dokončení celého kostela trvalo asi 300 let. Hlavní stavba byla dokončena těsně před začátkem vlády císaře Karla V. v roce 1519. 
V 16. a 17. století byly přidány některé kaple: kaple Nejsvětější svátosti zázraků (1534–1539), kaple Panny Marie vysvobození (1649–1655) a kaple sv. Máří Magdalény (nazývané také kaple Maes / Chapelle Maes) (1672–1675). Dne 6. června 1579 byl kolegiátní kostel vydrancován a zničen protestantskými Gézy („Žebráci“) a ostatky sv. Guduly byly vyhrabány a rozptýleny.
V 19. století byly provedeny restaurátorské práce pod vedením architekta Tilmana-Françoise Suysy, který v letech 1839 až 1845 obnovil věže a portály, a znovu ve 20. století pod vedením Jeana Rombauxe, poté Viktora Gastona Martinyho, hlavního architekta měst Provincie Brabant a člena Královského výboru pro památky a sídla. Katedrála byla znovu důkladně renovována v letech 1983 až 1999. Při této příležitosti byly pod současným chórem objeveny zbytky románského kostela a krypty.
Dne 5. března 1936 byla katedrála označena jako historická památka. V roce 1962, s vytvořením arcidiecéze mechelensko-bruselské, se stal sídlem arcibiskupa, spolu s katedrálou svatého Rumbolda v Mechelenu, byl kolegiátní kostel povýšen do hodnosti konkatedrály.

## Exteriér
Katedrála je postavena z kamene z lomu Gobertange, který se nachází v dnešním Valonském Brabantu, přibližně 45 km jihovýchodně od lokace katedrály. Vnější délka budovy je 114 metrů a její vnitřní délka je 109 metrů. Exteriér chóru je široký 57 metrů a jeho interiér široký 54 metrů.
Západní fasáda se třemi portály převyšovanými štíty a dvěma věžemi o výšce 64 metrů je typická pro francouzský gotický styl, ale bez rozety, protože místo toho má velké okno v brabantském gotickém stylu. Celá struktura je podepřena robustními létajícími pilíři s dvojitým rozpětím, ovlivněným Katedrálou svatého Gervásia a Protásia, korunovanou fiálami a chrliči.
Z transeptu, na každé straně chóru, dvě velké pozdně gotické kaple, přidané v 16. století (pro severní kapli Nejsvětější svátosti zázraku), a 17. století (pro jižní kapli Panny Marie z Vysvobození), vyčnívají. Velká velikost těchto kaplí budí dojem, že budova má tři chóry. Za apsidou, na střední ose kostela, byla v letech 1672–75 mezi opěrami vložena kaple sv. Máří Magdalény (nazývaná také kaple Maes) v barokním stylu s osmibokým půdorysem s kupolí a lucernou.
Dvě věže postavené v letech 1470 až 1485, jejichž horní části jsou uspořádány na terasách, jsou připisovány Janu Van Ruysbroeckovi, dvornímu architektovi Filipa Dobrého, který také navrhl věž bruselské radnice a Kolegiátní kostel sv. Petra a sv. Guida v Anderlechtu. Jsou nedokončené a měly být mnohem vyšší, ve stylu blízkém radniční věži nebo severní věži katedrály Panny Marie v Antverpách.
Monumentální schodiště před katedrálou, navržené Pieterem Paulem Merckxem, bylo umístěno v období let 1702–07. Toto schodiště, dar od Bruselu, bylo původně postaveno proti městským hradbám, aby umožňovalo přístup na promenádu v úseku mezi Laekenskou bránou a Schaerbeekovou bránou.
Uprostřed zahrad před náměstí katedrály stojí busta krále Baudouina. Je dílem sochaře Jana van Delena. Busta byla dokončena 6. června 1996 a zůstala ve správním centru hlavního města Bruselu, dokud nebyly dokončeny silniční práce na Rue Sainte-Gudule/Sinter-Goedelestraat. 

## Interiér

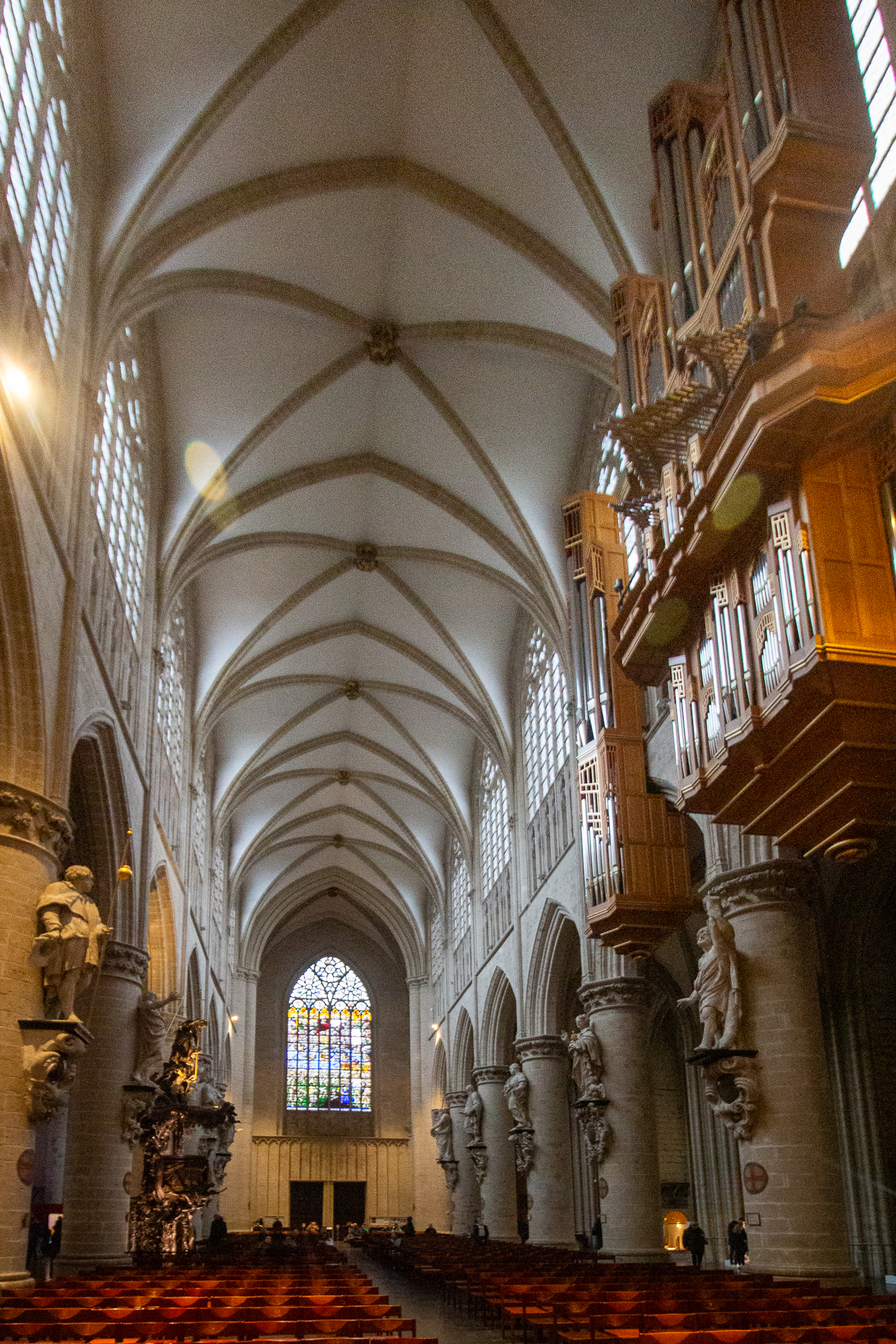
Interiér katedrály

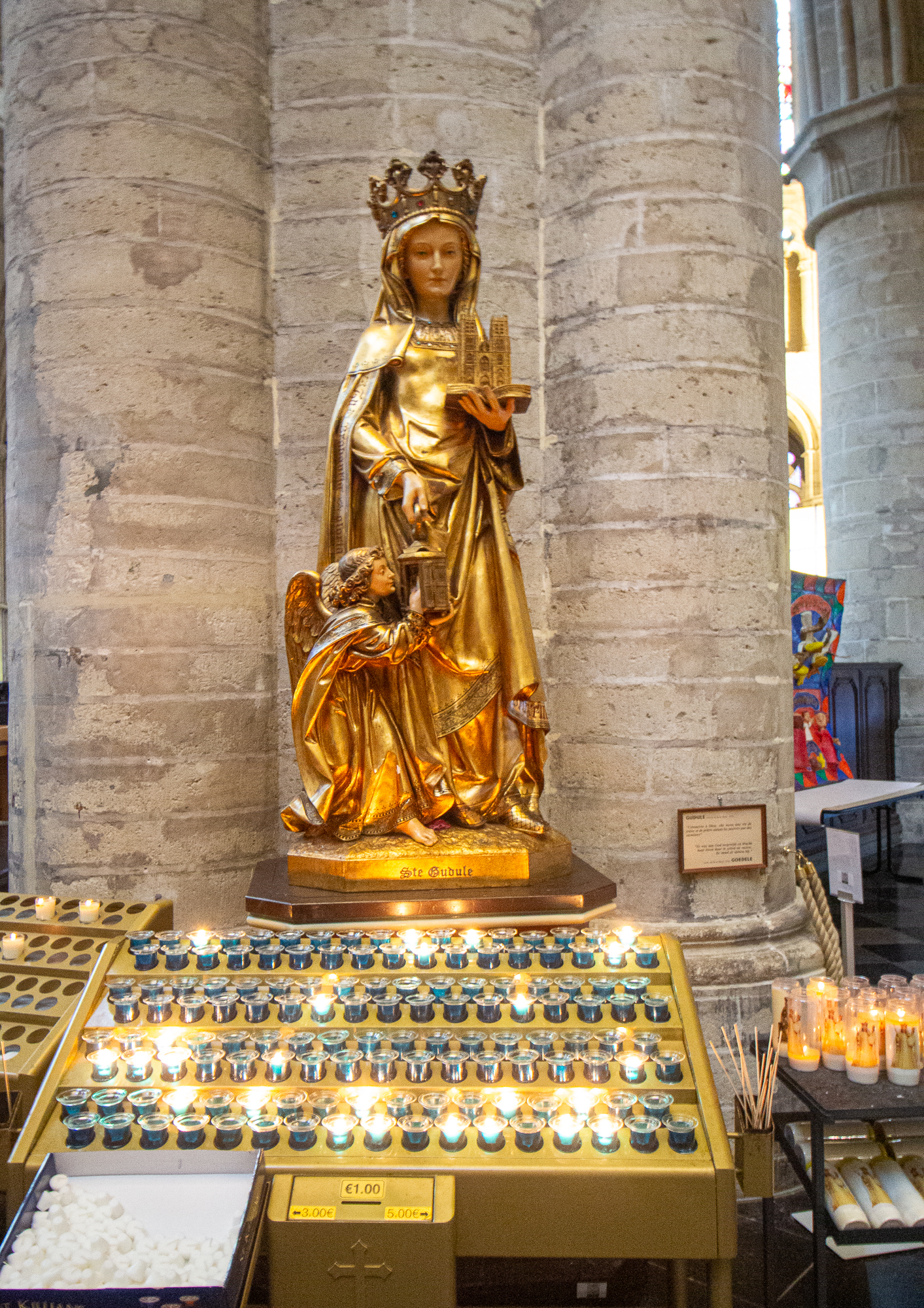
Socha sv. Guduly, spolupatronky katedrály

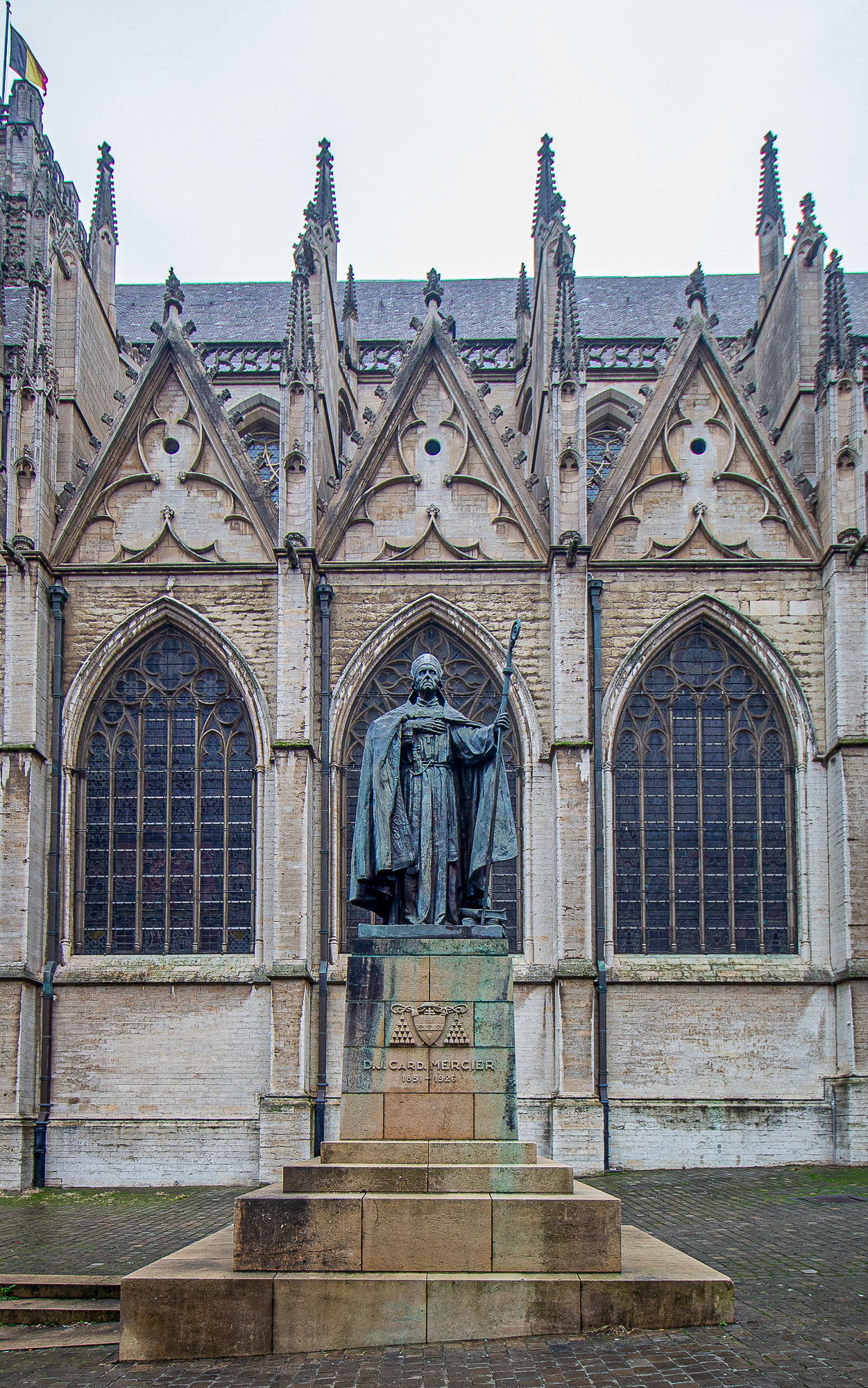
Socha kardinála Merciera při jižní straně katedrály

### Loď
Hlavní loď katedrály má všechny vlastnosti brabantské gotiky: čtyřdílné klenby jsou středně vysoké a robustní válcovité sloupy, které lemují střední uličku hlavní lodi, jsou zakončeny hlavicemi v podobě zelných listů. Na sloupech jsou připevněny sochy 12 apoštolů. Tyto sochy pocházejí ze 17. století a vytvořili je Lucas Faydherbe, Jerôme Duquesnoy mladší, Johannes van Mildert a Tobias de Lelis, všichni známí sochaři své doby. Tyto sochy nahradily sochy zničené ikonoklasty v roce 1566. V lodi je také barokní kazatelna ze 17. století, kterou vytvořil antverpský sochař Hendrik Frans Verbruggen v roce 1699. Základna představuje Adama a Evu vyhnaného z rajské zahrady po utrhnutí zakázaného ovoce. Nahoře Panna a dítě, které hada probodly, symbolizují vykoupení.
Napravo od portálu severního transeptu je elegantní socha ze 17. století zobrazující Vzdělání Panny Marie od svaté Anny od Jerôme Duquesnoye mladšího po malbě Rubense. Boční uličky obsahují zpovědnice ze 17. století z dubu od sochaře a architekta Jana van Delena.
Katedrála obsahuje neoznačené pohřebiště Dermota O'Malluna, posledního náčelníka irského původu jména O'Moloney sept Thomond.

## Chór a kaple
Chór katedrály je gotický a má tři obdélníkové klenební pole a pětibokou apsidu. Obsahuje také mauzolea vévodů z Brabantu a rakouského arcivévody Arnošta od Roberta Colyna de Nole v 17. století. Jeho výška je na třech úrovních: velké arkády spojené s chórovým ochozem, triforium a vysoká okna.
Vlevo od chóru je okázalá gotická kaple Nejsvětější svátosti zázraku (1534–39). Nyní se v ní nachází Poklad katedrály, kde je uložen slavný Drahmalský kříž (také známý jako Bruselský kříž), anglosaský křížový relikviář z počátku 11. století. 
Napravo od sboru je kaple Panny Marie vysvobozené (1649–1655), postavená v pozdně gotickém stylu s barokním oltářem Jana Voorspoela (1666). Za sborem je barokní kaple zasvěcená sv. Máří Magdaléně (nazývaná také kaple Maes) z let 1672–75 a mramorový a alabastrový oltář zobrazující Umučení Krista od sochaře Jeana Moneho z roku 1538. 

## Vitráže
Katedrála má vitráže z 16., 17. a 19. století. Obzvláště pozoruhodné je velké okno na západní stěně představující Poslední soud. Vyrobil jej antverpský sklář Jan Haeck na základě kreseb Bernarda van Orleye. Haeck a Van Orley byli také zodpovědní za okna zdobící severní a jižní transeptické lodě. Severní okno pochází z roku 1538 a představuje Karla V. a jeho manželku Isabellu Portugalská v adoraci k Nejsvětější svátosti a v doprovodu jejich patronů Karla Velikého a Alžběty Durynské. Jižní okno pochází z roku 1538 a představuje Karlova švagra Ludvíka Jagellonského manželkou Marií Habsburskou v adoraci Nejsvětější Trojice a v doprovodu Ludvíka IX. Francouzského a Panny Marie. Za zmínku stojí také působivá řada patnácti vitráží z 19. století v uličkách od Jean-Baptiste Capronniera. Byly vytvořeny v roce 1870 k oslavě pětistého výročí Legendy o zázračné svátosti. 

## Varhany
Velké varhany v lodi byly slavnostně otevřeny v říjnu 2000. Varhany mají 4300 píšťal, čtyři manuály a plný pedál. Tento nástroj je dílem německého stavitele varhan Gerharda Grenzinga a jeho španělských asistentů z Barcelony.

## Zvony
Obě věže mají zvony. Jižní věž má zvonkohru se 49 zvonky od slévárny Royal Eijsbouts z roku 1966, na které se často konají nedělní koncerty. Ze všech zvonů zvonkohry může zvonit pouze 7 z nich. Jsou seřazeny od nejtěžších po nejlehčí: Fabiola, Maria, Michael, Gudula, Philippe, Astrid a Laurent. Fabiola, Philippe, Astrid a Laurent jsou pojmenovány po členech belgické královské rodiny.
Severní věž obsahuje jediný bourdon zvaný Salvator, který byl vytvořen Peterem van den Gheynem v roce 1638. Existuje také další prázdný prostor, kde býval druhý bourdon. Bourdon má hluboký klikový hřídel, ale protizávaží již byla odstraněna. Existují plány na opětovné zavěšení na rovnou osu pomocí létající klapky.
| Číslo | Jméno    | Hmotnost (kg) | Tón | Věž     |
| ----- | -------- | ------------- | --- | ------- |
| 1     | Salvator | 6645          | G0  | Severní |
| 2     | Fabiola  | 3164          | B♯0 | Jižní   |
| 3     | Maria    | 2298          | C1  | Jižní   |
| 4     | Michael  | 1628          | D1  | Jižní   |
| 5     | Gudula   | 1332          | E1  | Jižní   |
| 6     | Philippe | 975           | F1  | Jižní   |
| 7     | Astrid   | 690           | G1  | Jižní   |
| 8     | Laurent  | 485           | A1  | Jižní   |

## Detaily

### Sokoli v katedrále
Na konci 90. let 20. století objevili bruselští ornitologové na věžích katedrály několik hibernačních sokolů stěhovavých. V roce 2001 nainstalovali ornitologové z Královského belgického institutu přírodních věd (RBINS) ve spolupráci s Fonds d’Intervention pour les Rapaces hnízdiště na kladení vajec ve snaze podpořit stavbu hnízd. Toto hnízdo nebylo nikdy použito, ale na jaře 2004 hnízdil na balkóně na severní věži katedrály pár sokolů. Na začátku března položila samice tři vejce.
V důsledku sledování tří mláďat provádějících akrobatické výkony na chrličích katedrály byl na konci května 2004 RBINS ve spolupráci s Comision Ornithologique de Watermael-Boitsfort vyvinut projekt „Falcons for everyone“. Projekt nainstaloval kamery s živým video streamem na své webové stránky.

## Správa
Katedrála sv. Michala a sv. Guduly slouží jako konkatedrála arcidiéze mechelensko-bruselské, belgického primase, kterým je v současné době arcibiskup Jozef De Kesel. Vzhledem ke svému významu a umístění v národním hlavním městě je katedrála často místem konání katolických obřadů národního zájmu, jako jsou sňatky členů královské rodiny a státní pohřby. Například v roce 1999 to bylo místem svatby belgického prince Filipa s Mathilde d'Udekem d'Acoz.

## Galerie

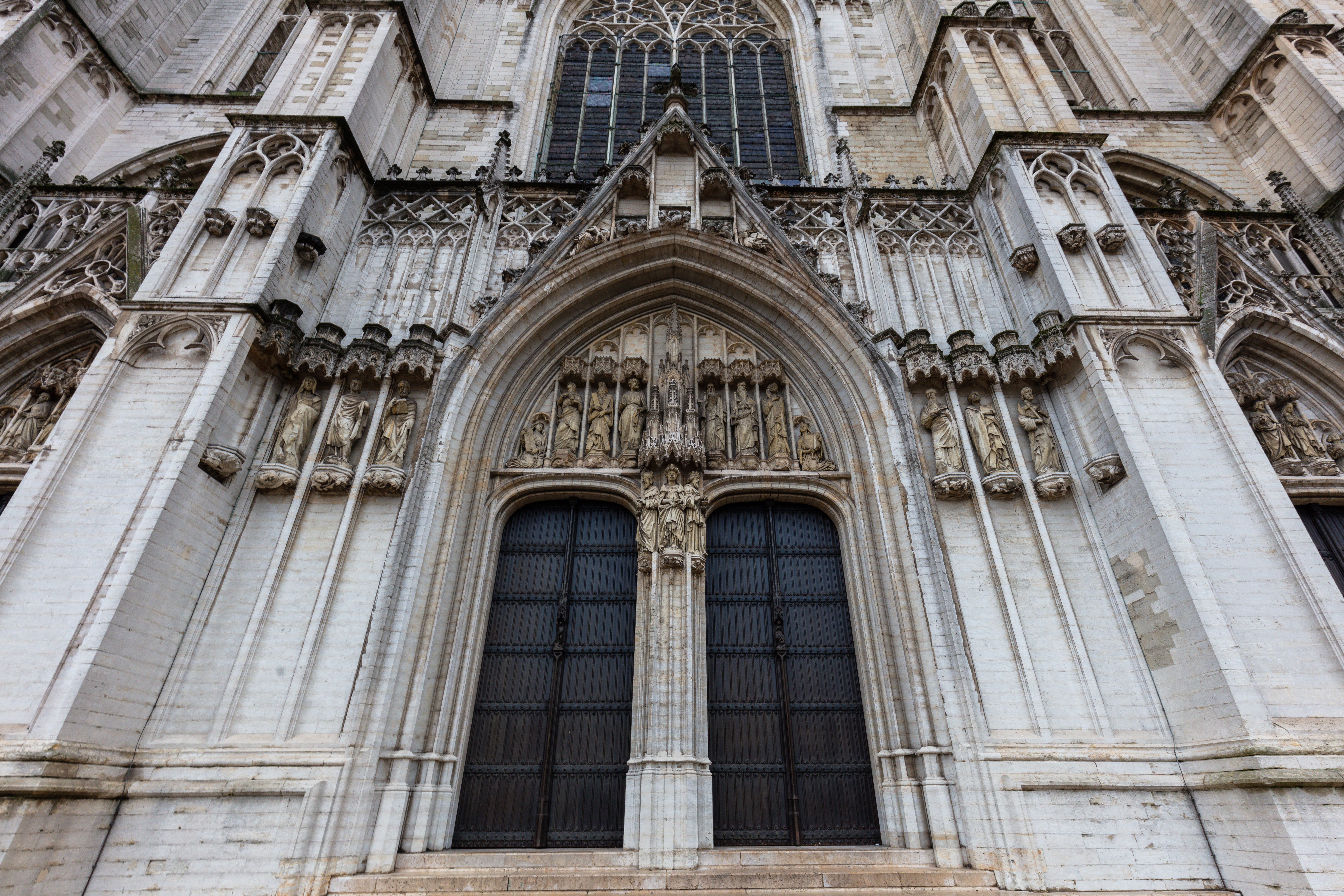
Detail portálu kostela
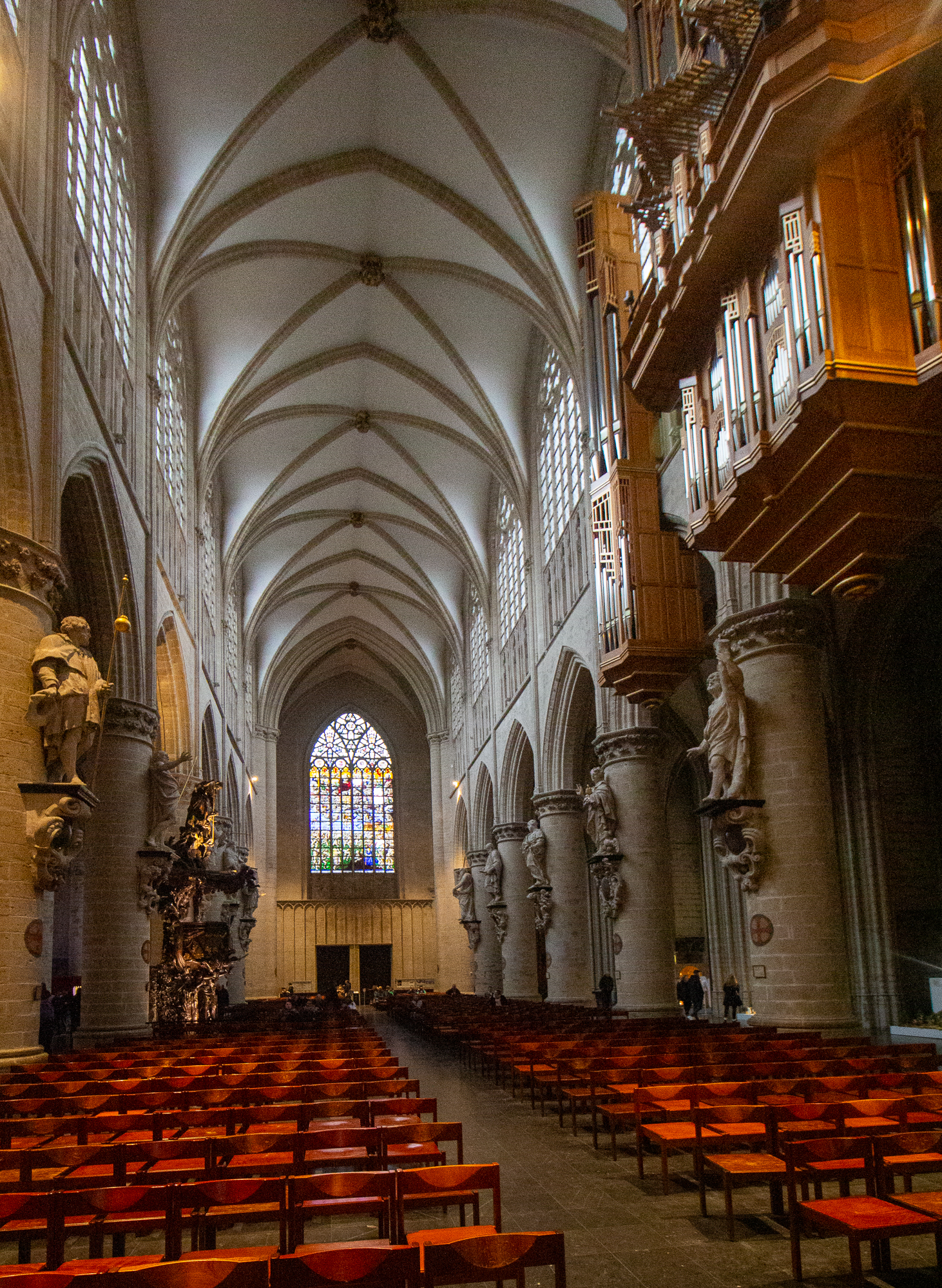
Hlavní loď
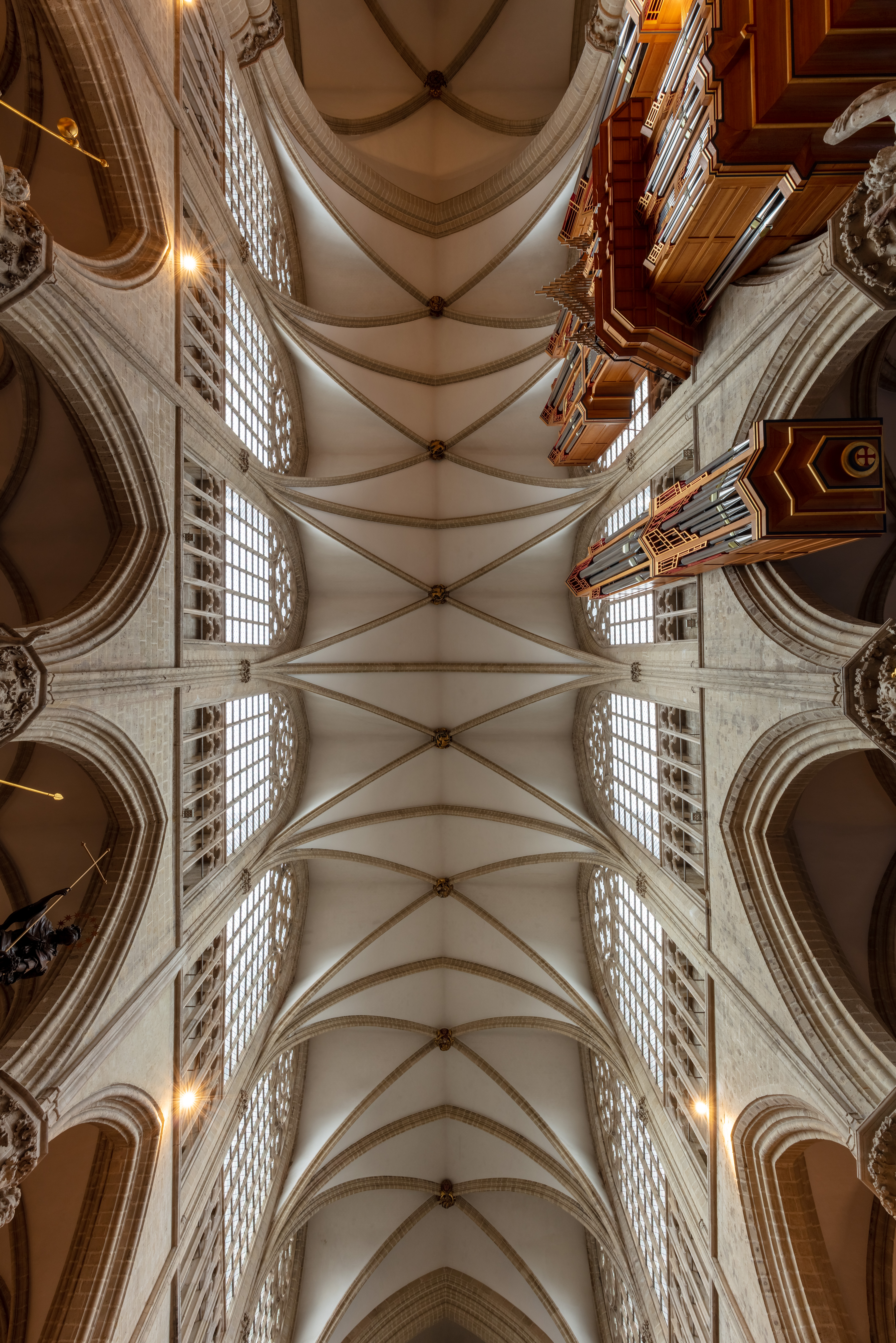
Strop
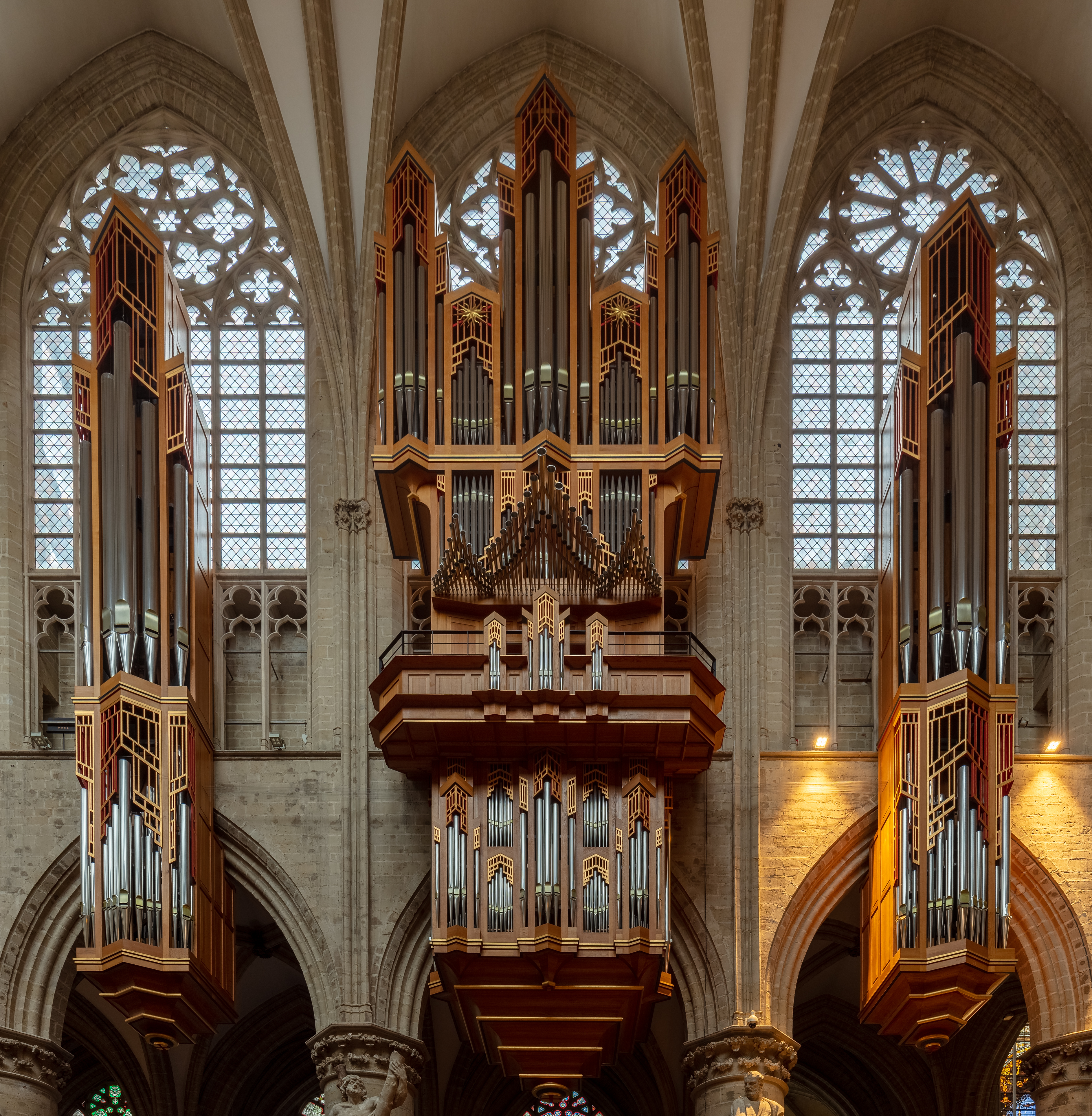
Varhany
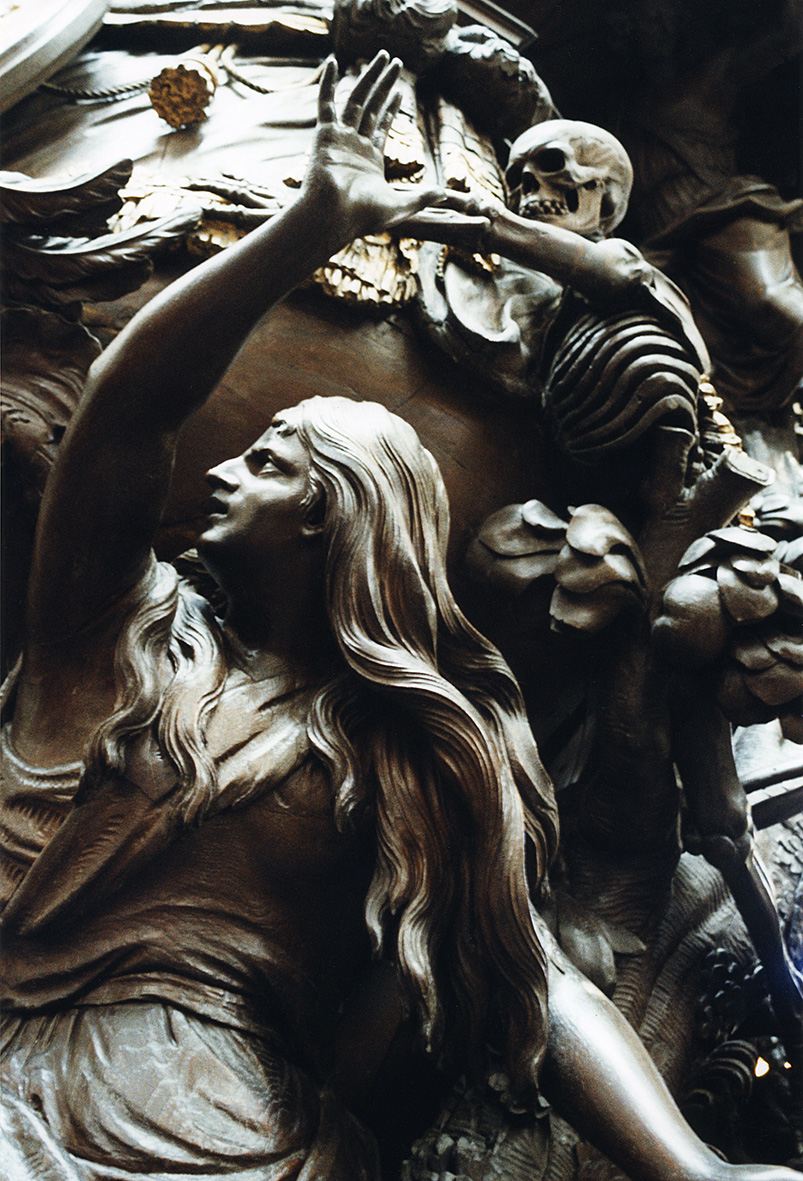
Detail kazatelny
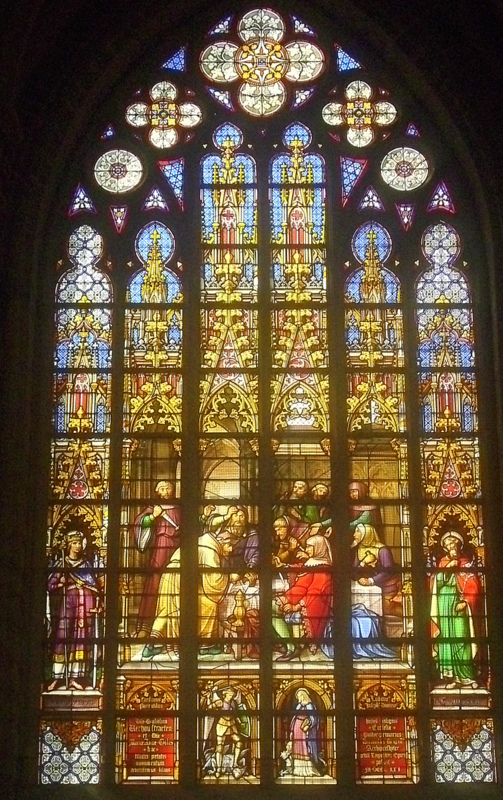
Vitráž